# ギャラントマン
ギャラントマン（Gallant Man）は、アメリカの競走馬、および種牡馬である。黄金世代と呼ばれた1957年アメリカクラシック世代の1頭で、ベルモントステークス、トラヴァーズステークスなどに優勝した。父ミゴリはシンザンなどと同じボワルセル系の出身で凱旋門賞などに優勝し、母マジデーはアイリッシュオークスに勝った名馬である。1歳のときラルフ・ロウに売却され、「勇者」を意味するギャラントマンという名が与えられた。

## 戦績
2歳から3歳の初めにかけては貧弱な良血馬として下級戦を勝ったり負けたりしていたが、初のステークスとなるハイビスカスステークスを快勝すると、ボールドルーラーやキングハイランを相手に好走し、ウッドメモリアルステークスではボールドルーラーに交わされ2着になったもののこの世代の有力馬として認められるほどになっていた。そしてケンタッキーダービーでは主戦のJ.チョケッテが騎乗停止となったため名手W.シューメーカーを背に挑んでいる。このレースではラウンドテーブル、ボールドルーラーに次ぐ3番人気に押され、直線では一旦先頭に立ちながらもW.シューメーカーがゴール板を誤認するという信じられないミスでアイアンリージに抜き返されてしまった、直後に再び追い出したものの時既に遅くハナ差届かなかった。不思議なことに馬主のラルフ・ロウはゴール板を見間違えギャラントマンが敗れてしまうと言う夢をレース前日に見ており、「悪魔のケンタッキーダービー」として未だに語り継がれている。
疲労のためプリークネスステークスを回避し、ピーターパンハンデキャップをレコードで制すと三冠最終戦であるベルモントステークスに出走した。そしてプリークネスステークスを制したボールドルーラー等を相手に8馬身差の全米レコードで優勝した。その後真夏のダービーと言われるトラヴァーズステークス、ジョッキークラブゴールドカップ等を快勝している。
年末のトレントンハンデキャップでは久々に三強（ギャラントマン、ボールドルーラー、ラウンドテーブル）が勢揃いした。それまではギャラントマンが最強と言われていたがボールドルーラーに敗れ、結果的に米最優秀3歳牡馬を逃してしまった。
翌年は初戦のカーターハンデキャップでボールドルーラーに再び敗れたが、そのボールドルーラーとの最後の対戦となったメトロポリタンハンデキャップでは2馬身で雪辱した。その後は高賞金のハリウッドゴールドカップハンデキャップ、日本のハクチカラ（4着）も出走していたサンセットハンデキャップを連勝し、シスオンバイハンデキャップ5着を最後に故障で引退した。

## 引退後
引退前に史上最高価格で取引され、スペンドスリフトファームで種牡馬入りした。しかし種牡馬成績は低調に終わり、名牝ギャラントブルーム、後継種牡馬となったギャラントロメオ等の産駒を出すに留まった。産駒は日本でも走っており、スプリンターズステークス連覇のメイワキミコ、朝日杯3歳ステークス優勝馬ギャラントダンサーなどが活躍した。ギャラントマン自身は種牡馬を引退後もスペンドスリフトファームで余生を送り、1988年9月7日、老衰により死亡。34歳の大往生であった。遺体はスペンドスリフトファームに埋葬されている。
直系子孫は既に勢力を失っており、アメリカではデーモンズビゴーン、日本ではアメリカ産のマル外として中央競馬で走った直仔ペキンリュウエンの産駒であるマキバスナイパーが最後の活躍馬であった。2017年現在、ワシントン州で供用されているデーモンウォーロックが最後の末裔である。

## 血統表
| ギャラントマンの血統ボワルセル系 / Mah Mahal3×3=25% Blandford4×4=12%） | ギャラントマンの血統ボワルセル系 / Mah Mahal3×3=25% Blandford4×4=12%） | ギャラントマンの血統ボワルセル系 / Mah Mahal3×3=25% Blandford4×4=12%） | （血統表の出典）     | （血統表の出典） |
| 父 Migoli 1944 芦毛                                                    | 父の父Bois Roussel 1935 黒鹿毛                                         | Vatout                                                                 | Prince Chimay        | Prince Chimay    |
| 父 Migoli 1944 芦毛                                                    | 父の父Bois Roussel 1935 黒鹿毛                                         | Vatout                                                                 | Vasthi               |                  |
| 父 Migoli 1944 芦毛                                                    | 父の父Bois Roussel 1935 黒鹿毛                                         | Plucky Liege                                                           | Spearmint            | Spearmint        |
| 父 Migoli 1944 芦毛                                                    | 父の父Bois Roussel 1935 黒鹿毛                                         | Plucky Liege                                                           | Concertina           |                  |
| 父 Migoli 1944 芦毛                                                    | 父の母Mah Iran 1939 芦毛                                               | Bahram                                                                 | Blandford            | Blandford        |
| 父 Migoli 1944 芦毛                                                    | 父の母Mah Iran 1939 芦毛                                               | Bahram                                                                 | Friar's Daughter     |                  |
| 父 Migoli 1944 芦毛                                                    | 父の母Mah Iran 1939 芦毛                                               | Mah Mahal                                                              | Gainsborough         | Gainsborough     |
| 父 Migoli 1944 芦毛                                                    | 父の母Mah Iran 1939 芦毛                                               | Mah Mahal                                                              | Mumtaz Mahal         |                  |
| 母 Majideh 1939 栗毛                                                   | 母の父Mahmoud 1933 芦毛                                                | Blenheim                                                               | Blandford            | Blandford        |
| 母 Majideh 1939 栗毛                                                   | 母の父Mahmoud 1933 芦毛                                                | Blenheim                                                               | Malva                |                  |
| 母 Majideh 1939 栗毛                                                   | 母の父Mahmoud 1933 芦毛                                                | Mah Mahal                                                              | Gainsborough         | Gainsborough     |
| 母 Majideh 1939 栗毛                                                   | 母の父Mahmoud 1933 芦毛                                                | Mah Mahal                                                              | Mumtaz Mahal         |                  |
| 母 Majideh 1939 栗毛                                                   | 母の母Qurrat-al-Ain 1927 鹿毛                                          | Buchan                                                                 | Sunstar              | Sunstar          |
| 母 Majideh 1939 栗毛                                                   | 母の母Qurrat-al-Ain 1927 鹿毛                                          | Buchan                                                                 | Hamoaze              |                  |
| 母 Majideh 1939 栗毛                                                   | 母の母Qurrat-al-Ain 1927 鹿毛                                          | Harpsichord                                                            | Louvois              | Louvois          |
| 母 Majideh 1939 栗毛                                                   | 母の母Qurrat-al-Ain 1927 鹿毛                                          | Harpsichord                                                            | Golden Harp F-No.5-e |                  |